# جرمی گاوانون
جرمی گاوانون (انگلیسی: Jérémy Gavanon؛ زادهٔ ۲۰ سپتامبر ۱۹۸۳) بازیکن فوتبال اهل فرانسه است.
از باشگاه‌هایی که در آن بازی کرده‌است می‌توان به باشگاه فوتبال المپیک مارسی، باشگاه فوتبال کلرمون فوت، باشگاه فوتبال کن، و باشگاه فوتبال سوشو اشاره کرد.
وی همچنین در تیم ملی فوتبال زیر ۲۱ سال فرانسه بازی کرده‌است.